# Yoba (Tikaré)
Pour les articles homonymes, voir Yoba.
Yoba est une localité située dans le département de Tikaré de la province du Bam dans la région Centre-Nord au Burkina Faso. 

## Géographie
Yoba est situé à 18 km au nord-ouest de Tikaré, le chef-lieu du département, à 8 km au nord de Manegtaba-Mossi et à environ 30 kilomètres à l'ouest de Kongoussi.

## Éducation et santé
Le centre de soins le plus proche de Yoba est le centre de santé et de promotion sociale (CSPS) de Manegtaba-Mossi tandis que le centre médical avec antenne chirurgicale (CMA) de la province se trouve à Kongoussi.
Yoba possède une école primaire publique.